# Monumento a Ugo Bassi
Il monumento a Ugo Bassi di Bologna si trova attualmente nella via dedicata al patriota religioso Ugo Bassi, all'incrocio con via Nazario Sauro.
Si tratta di una statua bronzea realizzata dallo scultore Carlo Parmeggiani nel 1888.
L'8 agosto di quell'anno il comitato per la statua composto da Giosuè Carducci, Aurelio Saffi, Oreste Regnoli e Giovanni Malvezzi, consegnò l'opera all'allora sindaco della città Gaetano Tacconi. La statua venne collocata a metà di Via Indipendenza, davanti all'Arena del Sole, per poi cedere il posto, nel 1900, al monumento a Garibaldi ed essere trasferita in via Ugo Bassi.
In seguito ai bombardamenti della Seconda guerra mondiale, però, la statua venne spostata nel giardino di piazza XX Settembre. Nel 2003, dopo il restauro, ritrova la sua collocazione nella via dedicata al patriota Bassi.